# یندژیکی
یندژیکی (به لاتین: Jędrzejki) یک روستا در لهستان است که در گمینا کالینووو واقع شده‌است.